# Celestia
Celestia är ett datorprogram utvecklat med fri och öppen källkod, avsett för visualisering av himlakroppar. Det finns tillgängligt för Windows, Mac OS och GNU/Linux. Programmet skapades av Chris Laurel och licensieras under GNU GPL.
Programmet baseras på Hipparkoskatalogen över himlakroppar och låter användare visa astronomiska vyer från uppskjutna satellitfarkoster i omloppsbana runt jorden till hela galaxer, i 3-D via OpenGL. Till skillnad från många planetarieprogram är användaren fri att förflytta betraktelsepunkten vart som helst i universum. Genom att innehållet kan expanderas av användare finns över 10 GB av extrainnehåll att ladda ner och installera.
Både NASA och ESA har använt Celestia, som dock inte skall förväxlas med ESA:s eget system Celestia 2000.

## Begränsningar
- Jorden är modellerad som en perfekt sfär (jorden är egentligen tillplattad vid polerna) vilket får till följd att jordens satelliter får felaktiga banor - denna inställning kan dock korrigeras i programmet.
- De flesta dubbelstjärnorna modelleras inte korrekt.
- Bara objekt i solsystemet kan förflyttas - stjärnor och galaxer är stationära.